# Cantique des plaines
Cantique des plaines (titre original : Plainsong) est un roman écrit en anglais puis traduit en français par Nancy Huston, romancière et essayiste canadienne. Il fut publié en 1993. Ce roman a reçu le prix du Gouverneur général du roman et nouvelle de langue française en 1993.

## Résumé
L'histoire se situe entre la fin du XIXe et la moitié du XXe siècle. Le roman suit quatre générations de la famille Sterling, des immigrants qui se sont établis dans les plaines de l'Alberta, au Canada.  
La narratrice, Paula, est une jeune fille en quête de ses origines. À travers ses souvenirs personnels et un journal laissé par son grand-père, nommé Paddon, elle tente de retracer la vie de ce dernier.  
Le roman commence avec la mort de Paddon et remonte ensuite à son enfance. Le récit suit ses démêlés avec son père, le mariage avec sa femme Karen, ses déconvenues de chef de famille, ses déboires d'enseignant, son projet d'écrire un traité philosophique et sa rencontre avec la métisse Miranda. Cette dernière bouleverse ses convictions en lui révélant l'envers de la civilisation blanche et la vraie beauté de ce monde. 

## Thèmes
L'autrice est reconnue pour explorer les thèmes de la dislocation culturelle et de l'identité. Dans Cantique des plaines, elle aborde aussi les sujets de l'héritage, la langue, la mémoire et de l'histoire. 
Une lecture de Gilles Mossière remarque que les concepts d’exclusion et d’altérité sont au centre de l'œuvre. « Les exemples d’exclusion [...] ne sont donc pas à prendre dans un seul sens négatif, puisque c’est cette exclusion qui, ouvrant la porte à l’altérité, fait résonner, de manière nouvelle, "les différentes voix", française, anglaise et blackfoot, qui hantent  le roman de Nancy Huston et le paysage de l’Alberta ». 
Une analyse de Laurie Meredith conclut que l'œuvre exprime un mal-aise social lié au colonialisme : « Nancy Huston choisit de créer un personnage métis malade non pas pour être maléfique mais pour exprimer la réalité d’une domination historique et identitaire de même que pour exprimer sa propre abjection culturelle, pour s’excuser. ». 

## Personnages
- John Sterling, père de Paddon, il est arrivé d’Irlande en 1897 pour fuir la misère et occuper les terres conquises sur les « Indiens »
- Mildred Sterling, mère de Paddon, venue d’Angleterre comme ranch wife pour aider au peuplement de la colonie
- Paddon, personnage principal du récit
- Karen, femme de Paddon, immigrante suédoise
- Miranda, métisse d'origine Blackfoot, elle ouvre les horizons de Paddon et Paula en fait une description élogieuse
- Paula, petite-fille de Paddon, narratrice de l'histoire

## Réception de l'œuvre
Cantique des plaines a reçu le prix du Gouverneur général du roman et nouvelle de langue française à sa sortie. Cette nomination a alimenté la controverse, certains arguant que l'autrice n'était pas francophone et d'autres considérant que l'œuvre n'était pas réellement originale, mais qu'li s'agissait d'une traduction.

## Éditions
- Leméac, Montréal,1993, 270 pages
- Actes Sud, collection Babel, Arles, 1993, 270 pages
- Leméac, Montréal, 1995, 317 pages
- Actes Sud, collection Babel, Arles, 1995, 317 pages
- J'ai lu, Paris, 2004, 250 pages